# Cán Cấu
Cán Cấu là một xã thuộc huyện Si Ma Cai, tỉnh Lào Cai, Việt Nam.

## Địa lý
Xã Cán Cấu nằm ở phía nam của huyện Si Ma Cai, có vị trí địa lý:
- Phía đông giáp xã Lùng Thẩn
- Phía nam giáp huyện Bắc Hà
- Phía tây giáp xã Quan Hồ Thẩn
- Phía bắc giáp các xã Sán Chải, Quan Hồ Thẩn, Lùng Thẩn.

Các dân tộc trên địa bàn xã gồm: H'Mông có 1.991 người, Kinh có 51 người.

## Lịch sử
Năm 1966, huyện Bắc Hà thuộc tỉnh Lào Cai được chia tách thành huyện Bắc Hà mới và huyện Si Ma Cai, xã Cán Cấu thuộc huyện Si Ma Cai.

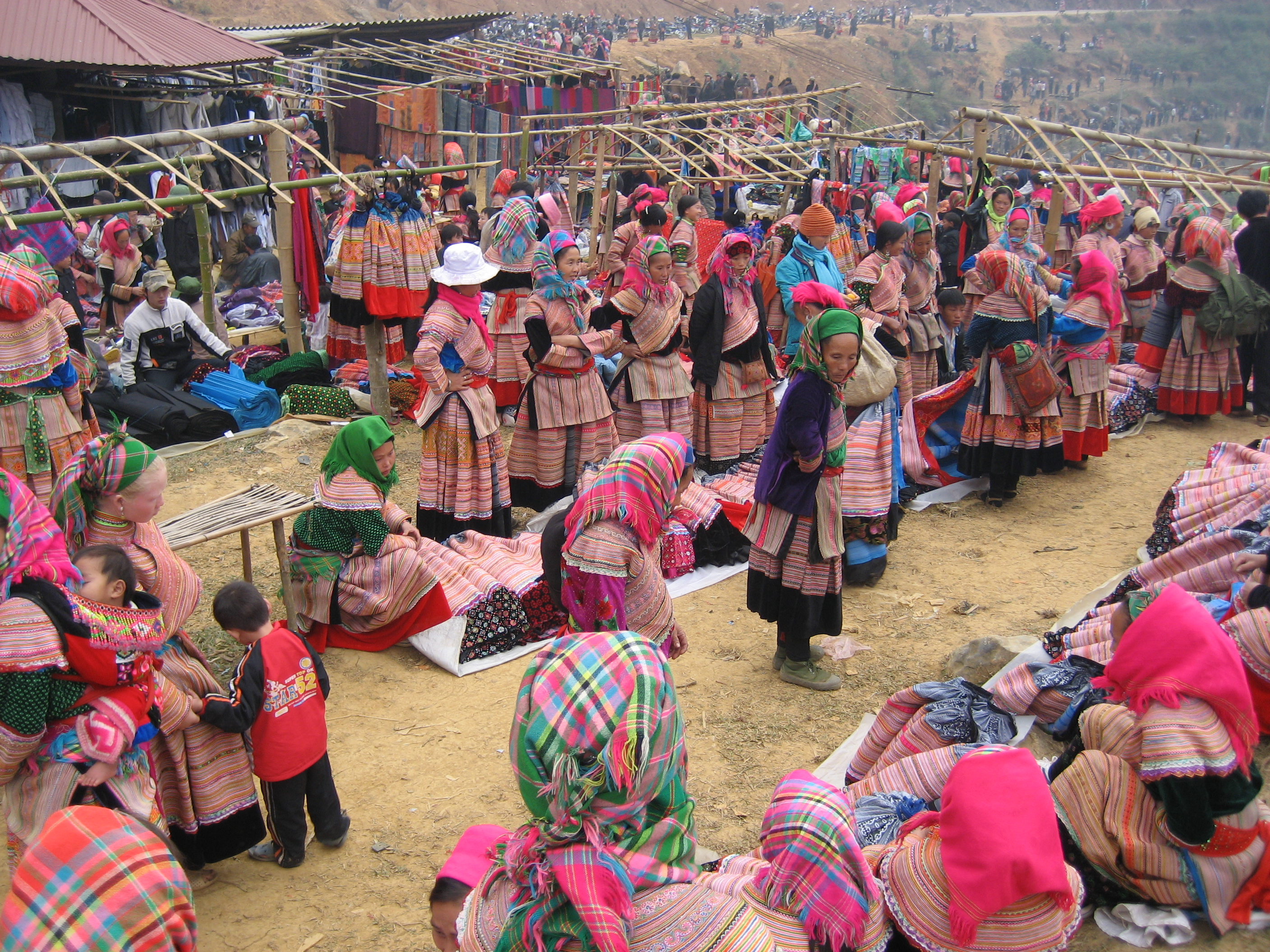
Chợ phiên vùng cao Cán Cấu

Năm 1975, các tỉnh Yên Bái, Lào Cai và Nghĩa Lộ (trừ huyện Bắc Yên và huyện Phù Yên) sáp nhập thành tỉnh Hoàng Liên Sơn, xã Cán Cấu thuộc huyện Si Ma Cai, tỉnh Hoàng Liên Sơn.
Năm 1979, huyện Si Ma Cai lại sáp nhập vào huyện Bắc Hà, xã Cán Cấu thuộc huyện Bắc Hà, tỉnh Hoàng Liên Sơn.
Năm 1991, tỉnh Hoàng Liên Sơn chia tách thành 2 tỉnh là Yên Bái và Lào Cai, xã Cán Cấu thuộc huyện Bắc Hà, tỉnh Lào Cai.
Năm 2000, xã Cán Cấu thuộc huyện Si Ma Cai mới tái lập.